# 8319 Antiphanes
8319 Antiphanes è un asteroide della fascia principale. Scoperto nel 1973, presenta un'orbita caratterizzata da un semiasse maggiore pari a 3,1890415 UA e da un'eccentricità di 0,1729181, inclinata di 2,35240° rispetto all'eclittica.